# Nikolaj Vasil'evič Nikol'skij
Nikolaj Vasil'evič Nikol'skij (in cirillico Никола́й Васи́льевич Нико́льский; Jurmekejkino, 19 maggio 1878 – Kazan', 2 novembre 1961) è stato uno scrittore, etnografo, giornalista e lessicografo russo, di lingua ciuvascia, scrisse principalmente in russo e ciuvascio. Creò il primo dizionario di russo-ciuvascio, nonché fondatore del quotidiano bilingue Hypar (in cirillico Хыпар).